# Sim Hyon-jin
Sim Hyon-jin (1 de janeiro de 1991) é um futebolista profissional norte-coreano que atua como meia.

## Carreira
Sim Hyon-jin representou a Seleção Norte-Coreana de Futebol na Copa da Ásia de 2015.